# Věnčitá tepna
Věnčité tepny (též koronární tepny) jsou tepny, které přivádí krev do srdeční svaloviny a vyživují ji. Jsou proto zcela zásadní pro srdeční činnost. Vyskytují se u většiny obratlovců, nejlépe jsou ovšem vyvinuty u příčnoústých paryb (žraloci a rejnoci), krokodýlů, ptáků a savců – včetně člověka. Naopak u většiny kostnatých ryb a u primitivních čtyřnožců není systém koronárních tepen téměř vůbec vyvinut.

## Anatomie člověka
Rozlišují se dvě věnčité tepny, pravá tepna věnčitá (arteria coronaria dextra) a levá tepna věnčitá (arteria coronaria sinistra). Obě vychází z oblasti na samotném začátku aorty v oblasti těsně za aortální chlopní a probíhají po povrchu srdce. Mají vlnovitý průběh v důsledku změn objemu srdeční svaloviny.
- Pravá tepna věnčitá – zásobuje pravou předsíň, pravou komoru a levou předsíň[3]
- Levá tepna věnčitá – zásobuje především levou předsíň, levou komoru a pravou komoru[3]

Obě věnčité tepny jsou přibližně stejně silné. Pravá věnčitá tepna se však výrazně více větví, což souvisí s nedostatkem kyslíku v dutině pravé komory (svalovina je zde tedy odkázána výhradně na věnčité tepny).

## Související onemocnění
Jednotlivé větve věnčitých tepen nemají dostatečně velké spojky s větvemi okolními (tzv. kolaterály). Když se věnčitá tepna zúží, dochází k zhoršenému zásobení dané části srdeční svaloviny kyslíkem, a snadno dochází k patologickým stavům. Onemocnění se nazývá Ischemická choroba srdeční. Nejčastěji dochází k zužování tepen při tzv. ateroskleróze.
Projevem nedokrevnosti (tzv. ischemie) je pak bolest na hrudi - tj. angina pectoris. Pokud dojde k úplnému uzávěru některé z věnčitých tepen, pak může okrsek svaloviny zásobovaný touto tepnou začít odumírat a vzniká infarkt myokardu.
Léčbou je buď zavedení stentu (t.j. jakési kovové výztuže) do zúženého místa pomocí tzv. katetru. Je zaváděn nejčastěji z tepny na zápěstí nebo z třísla - PCI prováděná intervenčním kardiologem.
Další možností je operace srdce - koronární by-pass - přemostění zúžených míst pomocí štěpů - nejčastěji prsních tepen nebo pomocí žil odebraných z dolních končetin. Operace je prováděna na pracovišti kardiochirurgie.